# Миксомфалия
Миксомфа́лия (лат. Myxomphalia) — род грибов, входящий в семейство Рядовковые (Tricholomataceae). Включает до 4 видов, чаще объединяемых в один — миксомфалию га́ревую (Myxomphalia maura). Также встречаются названия омфа́лина гаревая, файо́дия гаревая, файодия у́гольная.
Миксомфалия гаревая — широко распространённый гриб, часто появляющийся на пожарищах. Для него характерны  тонкомясистые плодовые тела с тёмно-серой, серо-коричневой или почти чёрной шляпкой, немного нисходящими на ножку пластинками и такой же, как  шляпка, тёмной ножкой. Основные микроскопические признаки — амилоидные споры, неамилоидные желатинизированные гифы с пряжками.

## Название
Научное название рода Myxomphalia образовано от др.-греч. μύξα — «слизь» (относится к блестящей слизистой поверхности шляпок) и родового названия Omphalia (синоним Omphalina), происходящего от др.-греч. ὀμφαλός — «пуп» (относится к форме шляпок).
Видовой эпитет maura — «мавританская», «африканская» — со Средних веков часто употреблялся для обозначения тёмно-коричневого или чёрного цвета, а не местности.

## Описание
Шляпконожечный гриб. Шляпка достигает 1—4 см в диаметре, выпуклая, с подвёрнутым краем, в центре с выраженным углублением, гигрофанная (хорошо впитывающая влагу), с просвечивающими на протяжении больше половины диаметра пластинками. Поверхность гладкая, с хорошо снимающейся слизистой кожицей, окрашенная в различные оттенки коричневого: от почти чёрного и тёмно-коричневого до жёлто-коричневого, при высыхании немного бледнеющая до серовато-коричневатой. На пожарищах чаще встречаются более тёмные плодовые тела, в то время как на богатых минералами почвах — довольно бледные.
Гименофор пластинчатый, пластинки сравнительно частые, нисходящие на ножку, широкие, со слабо опушённым краем, окрашенные в беловатые или сероватые тона, иногда с желтоватым оттенком.
Ножка центральная, 1,5—4 см длиной и 0,15—0,5 см толщиной, цилиндрическая, ближе к шляпке и в основании немного расширенная, с ватной мякотью, затем полая. Поверхность ножки в верхней части с мелким налётом, в основании иногда с белым опушением, по всей длине слабо продольно разлинованная, окрашена в один цвет со шляпкой или темнее — тёмно-коричневая или серо-коричневая.
Мякоть сильно гигрованная, во влажную погоду водянисто-коричневая, при высыхании беловатая, не ломкая. Запах мучной или сперматический, часто малозаметный. Вкус также мучной или пресный.
Споровый отпечаток белого цвета.
Споры 5—6,5×4—5 мкм, широкоэллиптические до эллиптических, с гладкой толстой амилоидной и конгофильной стенкой. Базидии четырёхспоровые, булавовидные, 19—26×5—8 мкм. Хейлоцистиды в среднем 42—62×11—15 мкм, многочисленные, цилиндрические, узкобулавовидные или узковеретеновидные, тонкостенные, неокрашенные. Плевроцистиды 41—57×10—15 мкм, редкие до многочисленных, сходные с хейлоцистидами. Все гифы с пряжками. Трама пластинок правильная, гифы не ветвящиеся, 3—9 мкм толщиной. Кутикула шляпки — иксокутис из тонкостенных желатинизированных инкрустированных переплетающихся гиф 2—5 мкм толщиной. Кутикула ножки — также иксокутис, гифы почти параллельные, иногда толстостенные, до 20 мкм толщиной. Каулоцистиды имеются, цилиндрические или ветвистые, неправильные.
Токсические свойства гриба не изучены. Пищевого значения миксомфалия не имеет, считается несъедобным грибом.

## Экология и ареал
Миксомфалия — карботроф, наиболее часто произрастает в хвойных лесах на пожарищах, нередко — со мхом Funaria hygrometrica. Изредка появляется на богатых минералами почвах, среди песка. Встречается довольно часто, одиночно или небольшими группами, с августа по ноябрь.
Космополит с очень широким ареалом, распространена в умеренных зонах обоих полушарий.

## Сходные виды

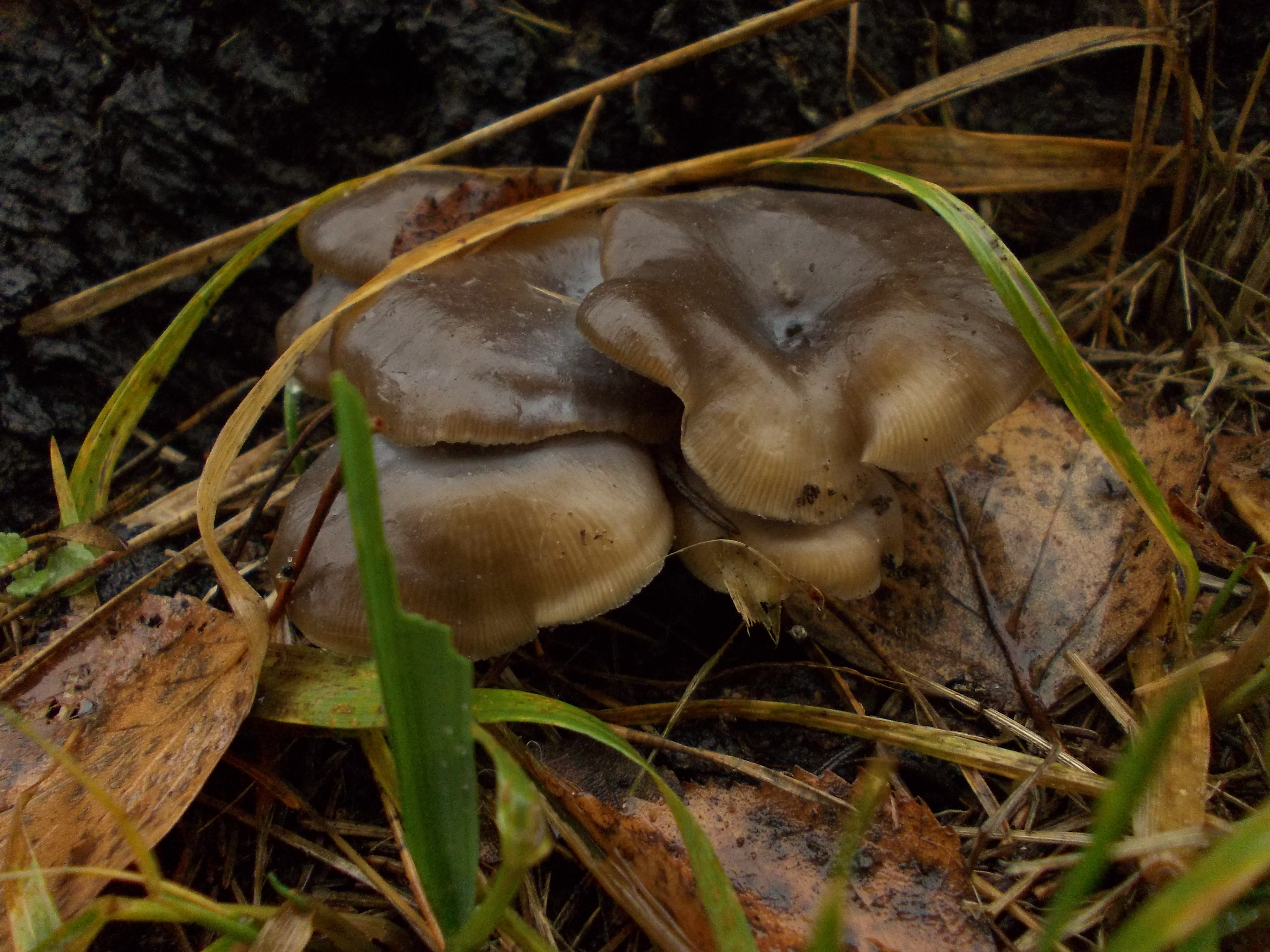
Характерные плодовые тела миксомфалии, блестящие из-за желатинизированных гиф кутикулы

Несколько других видов обладают сходной окраской и произрастают на костровищах и пожарищах, от них миксомфалия обычно легко отличается слизистой желатинизированной кутикулой шляпки и ножки и мучным запахом:
- Tephrocybe atrata (Fr.) Donk, 1962 — отличается не желатинизированной кутикулой, тёмными пластинками и неамилоидными спорами.
- Faerberia carbonaria (Alb. & Schwein.) Pouzar, 1981 — отличается не желатинизированной кутикулой и сильно низбегающими пластинками.
- Tephrocybe ambusta (Fr.) Donk, 1962 — отличается приросшими пластинками, не отделяющейся от шляпки сухой кожицей, более узкой и тёмной ножкой, неамилоидными спорами.

## Таксономия
Впервые вид Myxomphalia maura был описан выдающимся шведским микологом Элиасом Фрисом в 1821 году в книге Systema mycologicum. Фрис поместил его в сборный род пластинчатых грибов Agaricus. Неотип был собран в 1957 году Х. Белином в городском лесу (Stadsskogen) Уппсалы.
Впервые название Myxomphalia было употреблено Р. Кюнером в 1938 году. Кюнер выделил миксомфалию гаревую в отдельную секцию внутри крупного рода Mycena, однако не снабдил выделенный таксон необходимым латинским описанием. В 1959 году Ховард Бигелоу вознёс таксон Кюнера в ранг рода, однако также не описал его. Через год, в 1960 году, Бэйард Хора действительно описал монотипный род Myxomphalia.
Род входит в семейство Рядовковые (Tricholomataceae). До конца XX века обычно не выделялся из состава рода Fayodia. Наиболее близкие морфологически роды — Fayodia в его современном понимании и Gamundia. Fayodia отличается шаровидными спорами с двухслойной стенкой, один из слоёв которой амилоидный, а второй — неамилоидный, двуспоровыми базидиями, отсутствием плевроцистид на пластинках и нежелатинизированными гифами. Для Gamundia, в отличие от Myxomphalia, характерны тонкостенные неамилоидные споры эллиптической формы.
В составе рода часто признаётся лишь один полиморфный вид — Myxomphalia maura, иногда разделяемый на 2—4 вида.
Синонимы рода:
- Fayodia subg. Myxomphalia Singer, 1943, nom. inval.
- Mycena sect. Myxomphalia Kühner, 1938, nom. inval.
- Myxomphalia H.E.Bigelow, 1959, nom. inval.

Гомотипичные синонимы Myxomphalia maura (Fr.) Hora, 1960:
- Agaricus maurus Fr., 1821basionym
- Fayodia maura (Fr.) Singer, 1936
- Gymnopus maurus (Fr.) Murrill, 1916
- Hemimycena maura (Fr.) Singer, 1938
- Mycena maura (Fr.) Kühner, 1935, nom. illeg.
- Omphalia maura (Fr.) Gillet, 1876
- Omphalina maura (Fr.) Quél., 1886

Другие таксоны, отнесённые к роду Myxomphalia:
- Fayodia agloea Singer & Passauer, 1980 — описан по единственному экземпляру, обнаруженному в мае 1976 года О. Могом в тёмной пещере на территории австрийской коммуны Аурах-ам-Хонгар. Внешне сходна с Myxomphalia maura, отличается слабо желатинизированными или вовсе не желатинизированными гифами, веретеновидными цистидами и немного более мелкими спорами. О более поздних находках этого вида не сообщалось[11][12].
  - [≡ Myxomphalia agloea (Singer & Passauer) Antonín, 1999]
- Agaricus invitus P.Karst., 1876 — описан по образцу П. Карстена из Таммелы (южная Финляндия)[13]. Типовой образец оказался морфологически идентичным Myxomphalia maura[14].
  - [≡ Fayodia invita (P.Karst.) Singer, 1943]
  - [≡ Myxomphalia invita (P.Karst.) M.M.Moser, 1986]
  - [≡ Myxomphalia maura var. invita (P.Karst.) Bon, 1997]
  - [≡ Omphalia invita (P.Karst.) P.Karst., 1879]
  - [≡ Omphalia maura var. invita (P.Karst.) Cejp, 1936]
- Fayodia marthae Singer & Clémençon, 1971 — описан по образцам, найденным Р. Зингером в 1971 году в Валле-д’Аоста (северная Италия)[15]. По указанию Зингера и Клемансона, отличается от Myxomphalia maura очень тёмной шляпкой, широкими пластинками и короткой ножкой, что входит в вариабельность типового вида. Микроскопически отличается от типичных Myxomphalia maura инкрустированными гифами под кутикулой шляпки, что также не является достаточным признаком для выделения вида[16].
  - [≡ Myxomphalia marthae (Singer & Clémençon) M.M.Moser, 1978]
- Mycena maura f. alba Kühner, 1938, nom. inval. — отличается от типичной Myxomphalia maura чисто-белыми плодовыми телами. Типовые образцы утеряны. Существование белой формы, растущей вперемежку с обычной, подтверждалось Хорой, автором рода[17]. В 1975 году белые миксомфалии были собраны в Марокко Ж. Маленсоном и Р. Берто[18], статус этого таксона в настоящее время неясен, название недействительно[19].